# Saikou Marong
Saikou Marong ist ein gambischer Politiker.

## Leben
| Parlamentswahl | Stimmen | Stimmanteil |
| -------------- | ------- | ----------- |
| 2017           | 4.608   | 35,83 %     |

Saikou Marong trat bei der Wahl zum Parlament 2017 als Kandidat der United Democratic Party (UDP) im Wahlkreis Latrikunda Sabijie in der Kanifing Administrative Region an. Mit 35,83 % konnte er den Wahlkreis vor Gibbi Bah (APRC) für sich gewinnen.
Im November 2019 entließ die UDP acht im Parlament vertretende Parteimitglieder aus ihrer Partei. Das informierte Parlament stuft die Parlamentarier von nun an, darunter auch Marong, als unabhängige Abgeordnete ein. Ihnen wurde ihre Loyalität zu dem ehemaligen UDP-Mitglied und Präsidenten Adama Barrow vorgeworfen.
Bei den Parlamentswahlen 2022 trat Marong erneut im Wahlkreis Latrikunda Sabijie an, dieses Mal für die National People’s Party. Er verlor mit 4019 Stimmen (24,91 %) gegen den UDP-Kandidaten Yahya Sanyang (* 1981), der 6866 Stimmen (42,56 %) erhielt.
Adama Barrow wies Marong im August 2022 dem Auswärtigen Dienst zu. Er wurde zum gambischen Konsul in Rabat, Marokko, ernannt.